# 24841 Imatani
24841 Imatani este o planetă minoră (asteroid), cu un diametru de 6,297 km, din centura de asteroizi. A fost descoperită pe 30 octombrie 1995 la Kitami Observatory⁠(d) de Kin Endate. 
Obiectul prezintă o orbită caracterizată de o semiaxă mare de 2,4655055 UAi, o excentricitate de 0,16, o înclinație de 4,34816 ° în raport cu ecliptica.